# Luiz Antonio Aguiar
Luiz Antonio Farah de Aguiar (Rio de Janeiro, 11 de fevereiro de 1955) é um escritor e roteirista de quadrinhos brasileiro. Aguiar é mestre em literatura brasileira pela PUC-RJ, tendo escrito vários livros e pesquisas sobre Machado de Assis, além de ter escrito diversos livros infantojuvenis indicados como altamente recomendáveis pela FNLIJ e livros de bolso de faroeste com o pseudônimo Buck Gordon. como roteirista de quadrinhos produziu histórias de quadrinhos Disney, He-Man and the Masters of the Universe e A Era dos Halley da Editora Abril, para essa última também fez roteiros de uma tira de jornal publicada no jornal O Globo também trabalhou em Mestre Kim da Bloch Editores, Futebol e Raça da Cedibra, com desenhos de Mozart Couto, Nos Tempos de Madame Satã em parceria com Julio Shimamoto para a Editora Marco Zero, adaptou a novela O Alienista de Machado de Assis e o romance Triste Fim de Policarpo Quaresma de Lima Barreto para a coleção Clássicos Brasileiros em HQ da Editora Ática, ambas com desenhos de Cesar Lobo , escreveu um gatilho para o livro Senhora de José de Alencar chamado Coraçoes Partidos .
Em 1989, ganhou o Prêmio Angelo Agostini como "melhor roteirista" e, em 1994, ganhou o 36.º Prêmio Jabuti na categoria "Livro infantil" com o livro Confidências de um pai pedindo arrego.